# Girlfriend (Omarion & Bow Wow)
Girlfriend è un brano musicale, primo singolo estratto dall'album Face Off lavoro collaborativo del rapper Bow Wow e del cantante R&B Omarion.
Il singolo è stato pubblicato sulla piattaforma iTunes il 30 ottobre ed ha debuttato nella Billboard Hot 100 alla posizione 82, per poi salire sino alla 33.
Il video musicale prodotto per Girlfirend inizia con alcune note del brano Can't Get Tired, tratto proprio dall'album Face Off. Il video è stato girato dal regista Bryan Barber fra il 26 ed il 27 ottobre.

## Tracce
Download digitale
1. Girlfriend - 4:44

## Posizioni in classifica
| Classifica (2007)                    | Posizione più alta |
| ------------------------------------ | ------------------ |
| U.S. Billboard Hot 100               | 33                 |
| U.S. Billboard Hot Rap Tracks        | -                  |
| U.S. Billboard Hot R&B/Hip-Hop Songs | 20                 |